# د. كيلدير
د. كيلدير (بالإنجليزية: D. Kildare)‏ (1934 - 2005)؛ كاتِبة وشاعرة أمريكية.